# Synode
Een synode  is een kerkelijke vergadering, zowel binnen de Rooms-Katholieke Kerk, de oosters-orthodoxe kerken als de oriëntaals-orthodoxe kerken. Ook bij een grote groep van protestantse gemeenten en kerken is het begrip synode gebruikelijk. In de praktijk heeft een synode eenzelfde doel als een concilie. Binnen de Katholieke Kerk wordt een vergadering van grotere omvang gewoonlijk als concilie aangeduid. Het woord synode wordt dan gebruikt voor een vergadering op provinciaal niveau, zoals een diocesane synode, op het niveau van een bisdom. Paus Paulus VI heeft in 1965 de Bisschoppensynode als een bijzondere vorm van synode opgericht.

## Etymologie
Het woord synode is afgeleid van het samengestelde Griekse woord σύνοδος (sunodos), dat ‘samen op weg’ betekent, van σύν (sun) = samen, ὁδός (hodos) = de weg.

## Katholieke synodes
De eerste synodes werden gehouden in het Midden-Oosten rond het midden van de 2e eeuw, naar aanleiding van het probleem van het montanisme.
In de tweede helft van de 2e eeuw behandelden de synodes het feest van Pasen.
Tot dan toe werden enkel bisschoppen uitgenodigd; nadien werd afgestapt van die gewoonte en werden ook priesters en diakens uitgenodigd; enkel de bisschoppen hadden stemrecht. Bovendien mochten in de vroegste synodes de bisschoppen zitten, terwijl de priesters, diakens en leken recht moesten blijven staan.

### Deelnemers
Tot in de 2e eeuw namen er enkel bisschoppen deel aan een synode. Nadien werd afgestapt van die gewoonte en werden ook priesters en diakens uitgenodigd; enkel de bisschoppen hadden stemrecht. Bovendien mochten in de vroegste synodes de bisschoppen zitten, terwijl de priesters en diakens recht moesten blijven staan. 
In latere (vooral in het Westen en in de oecumenische) synodes was vaak ook de keizer of koning van het betrokken land (als leek) aanwezig.
Mettertijd  mochten de priesters, diakens en leken ook mee de canons ondertekenen, evenwel met andere bijgevoegde woorden.
De oecumenische synodes werden vaak voorgezeten door de paus of zijn legaten. De beslissingen werden vaak bekrachtigd door de paus en/of de keizer; de invloed van de keizer vermindert in de latere eeuwen. De genodigden zaten vaak in een cirkel met de heilige Schrift in het centrum ervan.
In 2021 heeft paus Franciscus een meerjarig synodaal proces in gang gezet waarbij ook leken, godgewijden, diakens en priesters betrokken zijn. Deze deelnemers mochten aan kleine tafels in de Paus Paulus VI Aula aanzitten. De eerste zitting van de gewone algemene vergadering van deze bisschoppensynode vond van 4 tot en met 29 oktober 2023 plaats. Namens de Nederlandse Bisschoppenconferentie was Ted Hoogenboom, hulpbisschop van Utrecht vertegenwoordigd. Deze leidde tot het document Een synodale kerk op zending.
Aan het eind van de synodale vergadering greep de paus terug op het uiteindelijke doel van de Synode: 'De Heer zal ons leiden en helpen een meer synodale en missionaire Kerk te zijn, een Kerk die God liefheeft en de vrouwen en mannen van onze tijd dient, voortgaande iedereen de troostende vreugde van het Evangelie te brengen.'

### Belangrijke katholieke synodes
- Synode van Elvira (306)
- Synode van Arles (314)
- Synode van Egypte (320)
- Oecumenische synode van Nicea (325)
- Synode van Sardica (343)
- Synode van Alexandrië (362)
- Oecumenische synode van Constantinopel (381)
- Synode van Carthago (418)
- Oecumenische synode van Efeze (431)
- Synode van Toledo (447)
- Synode van Efeze (449)
- Oecumenische synode van Chalcedon (451)
- Synode van Orange (529)
- Oecumenische synode van Constantinopel (553)
- Synode van Mâcon (585)
- Synode van Whitby (664)
- Synode van Hertford (673)
- Oecumenische synode van Constantinopel (680)
- Synode van Trullo (Quinisext) (692)
- Synode van Frankfurt (794)
- Oecumenische synode van Nicaea (787)
- Synode van Aken (799)
- Synode van Tours (813)
- Synode van Mainz (813)
- Synode van Aken (816)
- Synode van Chelsea (816)
- Synode van Thionville (821)
- Oecumenische synode van Constantinopel (869)
- Kadaversynode (897)
- Synode van Thionville (1004)
- Synode van Sutri (1046)
- Pauselijke synode (1075)
- Synode van Clermont (1095)
- Synode van Rath Bresail (1111)
- Oecumenische synode van Lateranen (1123)
- Oecumenische synode van Lateranen (1139)
- Synode van Kells (1152)
- Synode van Cashel (1172)
- Oecumenische synode van Lateranen (1179)
- Oecumenische synode van Lateranen (1215)
- Oecumenische synode van Lyon (1245)
- Oecumenische synode van Lyon (1274)
- Synode van Wenen (1311)
- Synode van Campen (1383)
- Synode van Pisa (1409)
- Oecumenische synode van Konstanz (1414 tot 1418)
- Synode van Bazel (1431 tot 1439)
- Oecumenische synode van Firenze (1439)
- Synode van Lateranen (1512 tot 1517)
- Oecumenische synode van Trente (1545 tot 1563)
- Synode van Jeruzalem (1672)
- Synode van Pistoia (1786)
- Synode van Shanghai (1924)
- Synode van Rome (1980)
- Amazonesynode (2019)
- XVI Gewone Algemene Vergadering van de Bisschoppensynode (2023).[1][noot 1][noot 2]

## Protestantse synodes
Sommige protestantse kerken kennen verschillende "niveaus" van synodes. Op landelijk niveau heeft men dan een generale synode, en op regionaal (bijvoorbeeld provinciaal) niveau zogenaamde particuliere synodes.  In de Nederlandse Hervormde Kerk (die in 2004 is opgegaan in de PKN), werden deze regionale synodes provinciale kerkvergaderingen genoemd. Voorts kan het gebied van een particuliere synode nog onderverdeeld zijn in meerdere classes (enkelvoud: classis).
Ook congregationalistische kerken kunnen een synode bijeenroepen. In tegenstelling tot synoden van andere protestantse kerken, kan een synode van congregationalistische kerken uitsluitend adviseren en niet opleggen dan wel afdwingen.

### Enkele belangrijke protestantse (generale) synodes
Indien zonder toelichting, dan betreft het een synode van de Nederduits Gereformeerde Kerk resp. de Nederlands-Hervormde Kerk.
- Synode van Parijs (1559)
- Convent van Wezel (1568)
- Synode van Emden (1571)
- Synode van Dordrecht (1574)
- Synode van Dordrecht (1578)
- Synode van Middelburg (1581)
- Synode van Den Haag (1586)
- Synode van Dordrecht (1618-1619)
- Synode van Westminster (1643-1649)
- Synode van Overijssel (1652)
- Synode van Middelburg (1896)
- Synode van Assen (1926) van de Gereformeerde Kerken in Nederland
- Synode 1944 van de Gereformeerde Kerken in Nederland
- Synode van Amsterdam (1945)